# Pteris litobrochioides
Pteris litobrochioides là một loài dương xỉ trong họ Pteridaceae. Loài này được Klotzsch mô tả khoa học đầu tiên.